# Centre d'Estudis Comarcals de Banyoles
El Centre d'Estudis Comarcals de Banyoles és una entitat fundada l'any 1943 a Banyoles amb l'objectiu de recuperar i preservar el patrimoni de la comarca del Pla de l'Estany.